# NGC 27
NGC 27 (również PGC 742 lub UGC 96) – galaktyka spiralna (Sb), znajdująca się w gwiazdozbiorze Andromedy. Odkrył ją Lewis A. Swift 3 sierpnia 1884 roku. Tuż obok niej na niebie widoczna jest galaktyka PGC 731, lecz znajduje się ona dalej od Ziemi i prawdopodobnie galaktyki te nie są ze sobą fizycznie związane.